# 奥斯泰拉托
奥斯泰拉托（義大利語：Ostellato），是意大利费拉拉省的一个市镇。总面积173平方公里，人口6592人，人口密度38.1人/平方公里（2009年）。ISTAT代码为038017。